# هاغي بولوك
هاغي بولوك (بالإنجليزية: Hughie Pollock)‏ هو مجدف أمريكي، ولد في 16 يوليو 1942 في بوسطن في الولايات المتحدة.

## وصلات خارجية
- هاغي بولوك على موقع الاتحاد الدولي للتجديف (الإنجليزية)
- هاغي بولوك على موقع أوليمبيديا (الإنجليزية)